# چک (فیلم)
چک فیلمی به نویسندگی و کارگردانی کاظم راست‌گفتار و ساخته سال ۱۳۹۰ است. فیلم چک از نظر خط سیر اصلی داستان (مرد پولداری که در ازای کمک سرنشینان یک تاکسی چکی به همه ی آن ها می دهد) بسیار به فیلمی قدیمی تر به نام جمعه با کارگردانی کامران قدکچیان شباهت دارد که در تیتراژ فیلم به آن اشاره شده است .

## بازیگران
| بازیگر            | نقش                     |
| ----------------- | ----------------------- |
| فرهاد آئیش        | جوادی                   |
| همایون ارشادی     | داریوش / تیمسار         |
| شاهرخ استخری      | میثم مجتهدزاده          |
| مژگان بیات        | گوهر                    |
| جمشید مشایخی      | بهرامی                  |
| مریم سعادت        | پروین خانم (همسر جوادی) |
| نفیسه روشن        | نسترن                   |
| عباس محبوب        | آقا فرمون               |
| مرتضی ضرابی       | رجبعلی                  |
| حسن شکوهی         | ولی (برادر گوهر)        |
| فرخ نعمتی         | مجتهدزاده پدر میثم      |
| سپند امیرسلیمانی  | کارمند بانک             |
| شایان علیمرادزاده | عرفان                   |

## داستان فیلم
چند روز مانده به عید نوروز خانم مسافرکشی به نام گوهر پیرمردی خوش برخورد به نام بهرامی را که کیفی سیاه همراهش است سوار می‌کند. در ادامه، آدم‌های دیگری هم سوار تاکسی می‌شوند: مردی میانسال به نام جوادی که برای شب عید خرید کرده، مرد میانسال دیگری با ظاهر شیک به نام داریوش و جوانی دانشجو به نام میثم. بحث‌های داغی درباره مسائل اجتماعی و فرهنگی و سیاسی بین آنها شروع می‌شود که ناگهان یک موتورسوار ناشناس شیشه عقب ماشین در حال حرکت را می‌شکنند و به زور کیف بهرامی را می‌ربایند. اما چهار نفر دیگر موفق می‌شوند کیف بهرامی را از چنگ سارقان درآورده و به او برگردانند. بهرامی که از پس گرفتن کیفش خیلی خوشحال است می‌خواهد از هر چهار نفر تشکر کند و تنها یک چک در دسته جکش باقی مانده، چکی چهل میلیونی می‌کشد تا آنها پس از نقد کردن بین خودشان تقسیم کنند. این جمع ناجور چهار نفره که تازه با هم آشنا شده‌اند نمی‌توانند به هم اعتماد کنند و به خانه های‌شان بروند تا صبح فردا به بانک بروند و چک را نقد کنند. چک پیش جوادی می‌ماند و تصمیم می‌گیرند هر چهار نفر به مسافرخانه‌ای بروند و در کنار هم شب را به صبح برسانند. اما...